# Salim Salhab
Salim Salhab (né à Baabdat en 1945) est un médecin et homme politique libanais.

## Biographie
Chirurgien urologue, il a fait ses études de médecine à l'université Saint Joseph de Beyrouth, obtenant son diplôme de médecine en juin 1972. Il entreprend alors une spécialisation en urologie à l'université de Montréal, diplôme en urologie en 1977. Il est membre du collège royal de chirurgie du Canada (FRCS)(c). Chef de service d'urologie à l'Hôpital Libanais de Beyrouth depuis 1980, il fut enseignant à la faculté de médecine de l'université Saint Joseph, puis en 1986 chef de division d'urologie à la faculté de médecine de l'Université Libanaise, poste qu'il conserve depuis. Il a 2 enfants, Emile né en 1981 et Roger né en 1987.
Il milita pendant des années au sein du Bloc national, il fut élu président de l'assemblée de ce parti alors que son leader, le Amid Raymond Eddé, vivait en exil à Paris. Élu la première fois en décembre 1992, il fut très proche de son leader Raymond Eddé. Il dirigea le parti en l'absence de son leader pendant trois ans. Il travailla surtout sur les jeunes et les étudiants universitaires en renforçant la section des étudiants au sein du parti. Grand défenseur de l'indépendance du Liban contre l'occupation israélienne et la présence armée syrienne.
En 2001, il est membre fondateur du rassemblement de Kornet Chehwane. Quand son parti décide de quitter ce mouvement, il préfère démissionner du Bloc national et maintenir sa participation au sein de Kornet Chehwane comme personnalité indépendante.
Apprécié pour son honnêteté, son contact direct avec la population et sa rigueur intellectuelle, il se présente pour la première fois aux élections législatives de 2005 au sein de la liste du Courant patriotique libre de Michel Aoun. Il est alors élu député maronite du Metn.
Membre du Bloc de la réforme et du changement, dirigé par le général Michel Aoun et opposé au gouvernement de Fouad Siniora, il s’occupe du dossier de la santé et de la sécurité sociale. Il est membre de la commission parlementaire des affaires étrangères.
Le 7 juin 2009, il est réélu en tant que député maronite du Metn, sur la liste du Bloc de la réforme et du changement.